# 里見まさとのSCAN KYOTO
『里見まさとのSCAN KYOTO』（さとみまさとのスキャンきょうと）は、KBS京都ラジオで2007年4月2日から2009年3月26日まで放送されていたラジオ番組である。放送時間は毎週月曜日から木曜日の15:00～16:40・17:15～17:40。

## 概要
人気漫才コンビ「ザ・ぼんち」の里見まさとがメインパーソナリティを務める生ワイド番組。
政治・経済・社会・地域など様々な時事問題を里見とコメンテー
ターがわかりやすく解説していくほか、毎日さまざまな時事問題に関してリスナーからメールで「YES」「NO」形式の投票と意見も受け付け、投票結果は番組内で発表される。そのほかスポーツ・芸能情報や京都地域の最新トレンド情報も放送。
里見は2004年7月から2006年9月まで、この番組が放送されている時間帯にラジオ大阪で当番組とコンセプトがほぼ一致した番組（NEWSワンダーランド）のパーソナリティを務めていたことがあり、半年ぶりに関西の別の放送局で平日生ワイド番組のパーソナリティを担当することになった。
スタート当初から2007年9月27日まで15:00～16:45の1時間45分間であったが、同年10月1日から14:00からに繰り上がり、放送時間が1時間拡大された。が2008年9月29日より放送時間が15時からに繰り下げられ、15:00～16:40と17:15～17:40と「災害シミュレーションラジオ〜その時あなたは〜」「トヨタ・ミュージック・ネットワーク」と「ニュースパレード」により分割された。
なお、滋賀局（KBS滋賀）では16:00に飛び降りる（さんさんわいど滋賀WISHを放送するため）。

## 出演者
パーソナリティ
- 里見まさと（ザ・ぼんち）

アシスタント
- 平野明子（月・木）2008年9月29日～
- 井上愛梨（火・水）2008年9月30日～
- 岩見知香（月・火）2007年4月2日～2008年9月23日まで
- 豊永真琴（水・木）2007年4月4日～2008年9月25日まで

コメンテーター
- 谷澤忠彦（弁護士）月曜
- 大西辰彦（京都学園大学経済学部教授）火曜
- 山本隆司（立命館大学政策科学部教授）水曜
- 築地達郎（龍谷大学 社会学部准教授）
- 並松信久（京都産業大学教授）　他

夕刊早読みリーダー
- 池山心（しましまんず）
- 藤井輝雄（しましまんず）
- 高橋智（へびいちご）
- 島川学（へびいちご）
- 桂つく枝
- 上方よしお
- シンク小梶（シンクタンク）
- タンク辻（シンクタンク）他

## 番組内のコーナー
- TODAY`S SCAN
- 京青税ラヂオの時間（提供：近畿青年税理士連盟京都支部）
- 夕刊早読み
- きょうとほっと情報
- 明子のきょうと上ル下ル（月曜）
- 味なる京都（火曜／提供：日本パナユーズ）
- 愛梨のきょうと上ル下ル（水曜）
- まさと交友録（木曜）
- みんなの掲示板
- 守ろう!藤袴（月曜）
- 交通取締情報